# Dr.パルナサスの鏡
『Dr.パルナサスの鏡』（The Imaginarium of Doctor Parnassus）は、2009年公開のファンタジー映画。監督はテリー・ギリアム。PG12指定。
第62回カンヌ国際映画祭上映作品。

## あらすじ
1000年生きたと称するパルナサス博士は、下僕である侏儒のパーシー、若い団員であるアントン、そして自分の娘のヴァレンティーナの4人で旅を続けながら、サーカスのような興行「パルナサス博士のイマジナリウム」の公演を行っていた。それは鏡の中に客を誘い、人の心の中の欲望の世界を見せるというもの。博士は鏡の中でどちらが客を誘惑できるか、悪魔と賭けをしていたのだった。そして、かつて悪魔との賭けにより不死の命を手に入れたパルナサス博士だったが、賭けの代償にヴァレンティーナを16歳の誕生日に悪魔に引き渡さねばならなくなっていた。そんな折、一行は橋の上から吊るされた若者トニーを救い上げる。助けられた謎の男トニーは一行の仲間になり、商才を発揮して見世物を繁盛させる。だが、悪魔との賭けのタイムリミットは目前に迫っていた。それぞれの思惑が交錯するなか、悪魔と一行は鏡の中の世界でヴァレンティーナを巡る駆け引きを繰り広げる。

## 登場人物
トニー・シェパード
　演：ヒース・レジャー/ジョニー・デップ/ジュード・ロウ/コリン・ファレル
　本作の主人公。記憶喪失の状態でパルナサス博士一行に発見される。陽気な性格で商才がありパルナサス一行を導くが、実際は児童売買に関わっておりマフィアに追われている。鏡の世界に入るたびに顔が変わる。
パルナサス博士
　演：クリストファー・プラマー
　本作の語り手であり、物語の中心人物。若き頃に悪魔との賭けで不死の命を手に入れるが、その代償に娘のヴァレンティナを悪魔に引き渡すことを迫られている。高齢のため、体が不自由。
ヴァレンティナ
　演：リリー・コール
　本作のヒロイン。パルナサス博士の娘。その美貌を評価されており、16歳の誕生日に悪魔に引き渡されることとなっているが、そのことは知らない。サーカスで旅をする現在の状況にうんざりしており、理想の男性と自由に優雅な生活することを夢見ている。出会った当初からトニーに惹かれており、鏡の世界で理想の男性である彼と恋仲になる。
Mr.ニック
　演：トム・ウェイツ
　悪魔。過去にパルナサス博士と賭けを行い、不老不死にしたが、その代償として彼の娘を16歳の誕生日に引き渡すことを要求した。飄々とした性格であり、パルナサス博士を一方的に追い詰めることはなく、あくまでもヴァレンティナを巡った駆け引きを楽しんでいる。
アントン
　演：アンドリュー・ガーフィールド
　パルナサスの遊戯団の一員。心優しい性格であり、トニーやヴァレンティナ、他の団員を気に掛ける。

## キャスト
| 役名                 | 俳優                         | 日本語吹替 |
| -------------------- | ---------------------------- | ---------- |
| トニー・シェパード   | ヒース・レジャー             | 森川智之   |
| 鏡の向こうのトニー#1 | ジョニー・デップ             | 森川智之   |
| 鏡の向こうのトニー#2 | ジュード・ロウ               | 森川智之   |
| 鏡の向こうのトニー#3 | コリン・ファレル             | 森川智之   |
| パルナサス博士       | クリストファー・プラマー     | 石田太郎   |
| Mr.ニック            | トム・ウェイツ               | 坂口芳貞   |
| ヴァレンティナ       | リリー・コール               | 小島幸子   |
| アントン             | アンドリュー・ガーフィールド | 佐藤拓也   |
| パーシー             | ヴァーン・J・トロイヤー      | 多田野曜平 |
| プレジデント         | ピーター・ストーメア         |            |
| サリー               | パロマ・フェイス             | 高橋里枝   |

## 製作の背景
2007年12月にロンドンで撮影開始。撮影中の2008年1月にトニーを演じるヒース・レジャーが急逝、撮影が中断し一時完成が危ぶまれたが、彼と親交のあったジョニー・デップ、ジュード・ロウ、コリン・ファレルの3人が別世界にトリップしたトニーを演じることが決まり、撮影が再開された。ヒースの出演しているシーンはそのまま使われている。3人は、本作の出演料全額をヒースの遺児である娘マチルダ（当時2歳）に寄贈した。
ヒース・レジャーの代役をテリー・ギリアム監督が探していることを知ったトム・クルーズは自分から出演を申し込んだが、テリー・ギリアム監督は「ヒースをよく理解している本当の友だちに演じてほしい」と断っている。

## 評価
レビュー・アグリゲーターのRotten Tomatoesでは197件のレビューで支持率は64%、平均点は6.00/10となった。Metacriticでは30件のレビューを基に加重平均値が65/100となった。